# Ernst Fuchs (Maler)

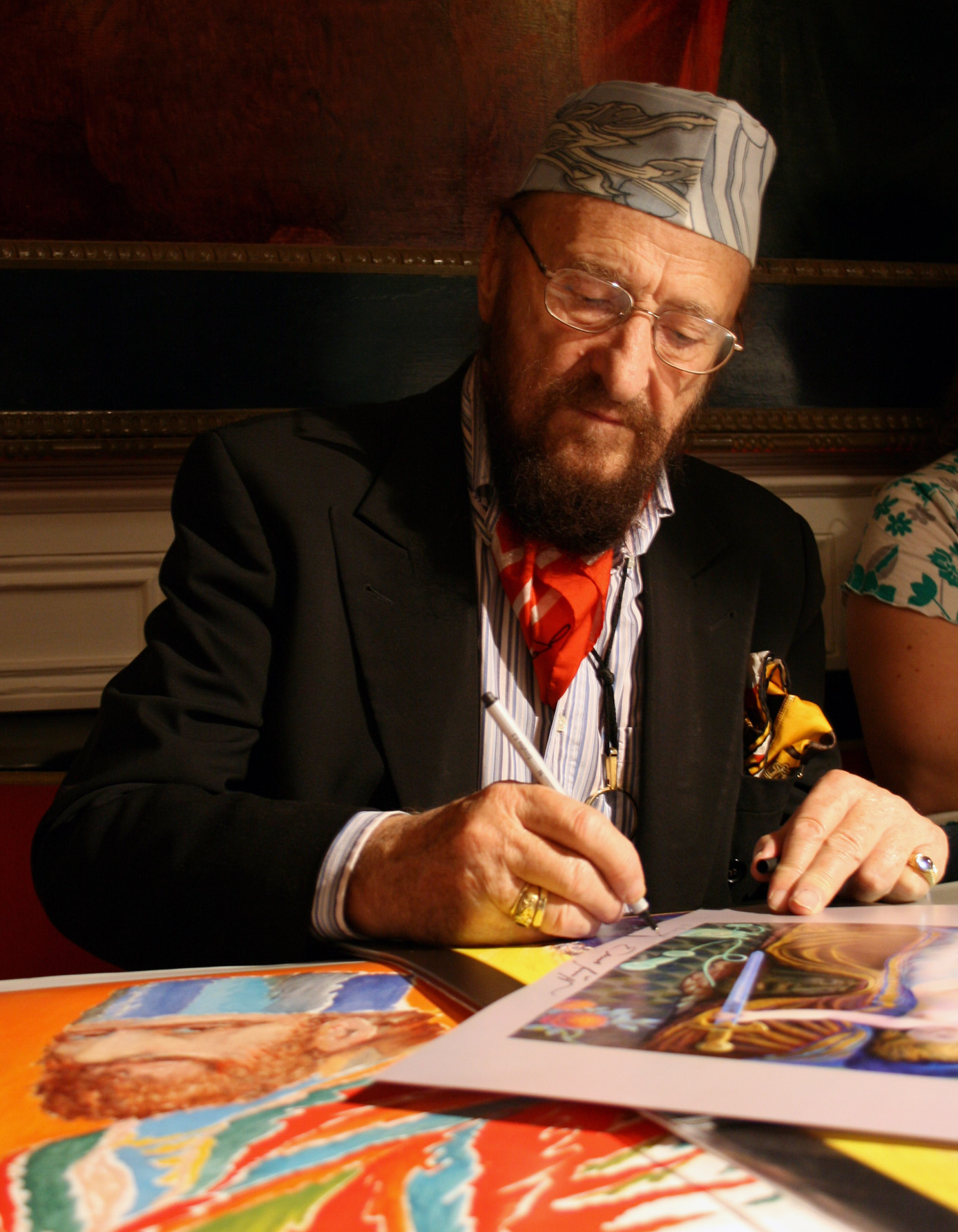
Ernst Fuchs (2007)

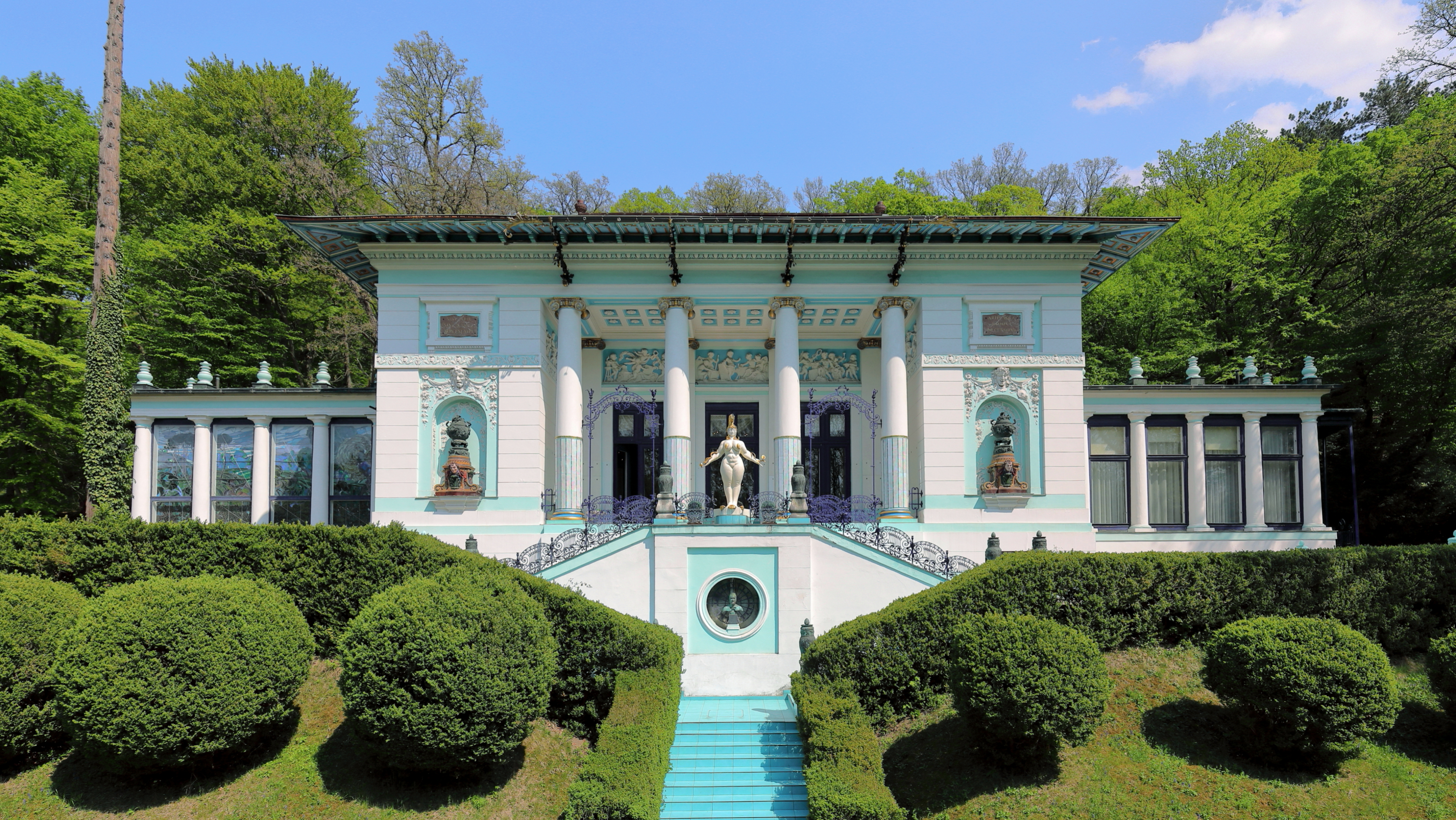
1972 erwarb er die Otto-Wagner-Villa, die als Ernst-Fuchs-Museum genutzt wird

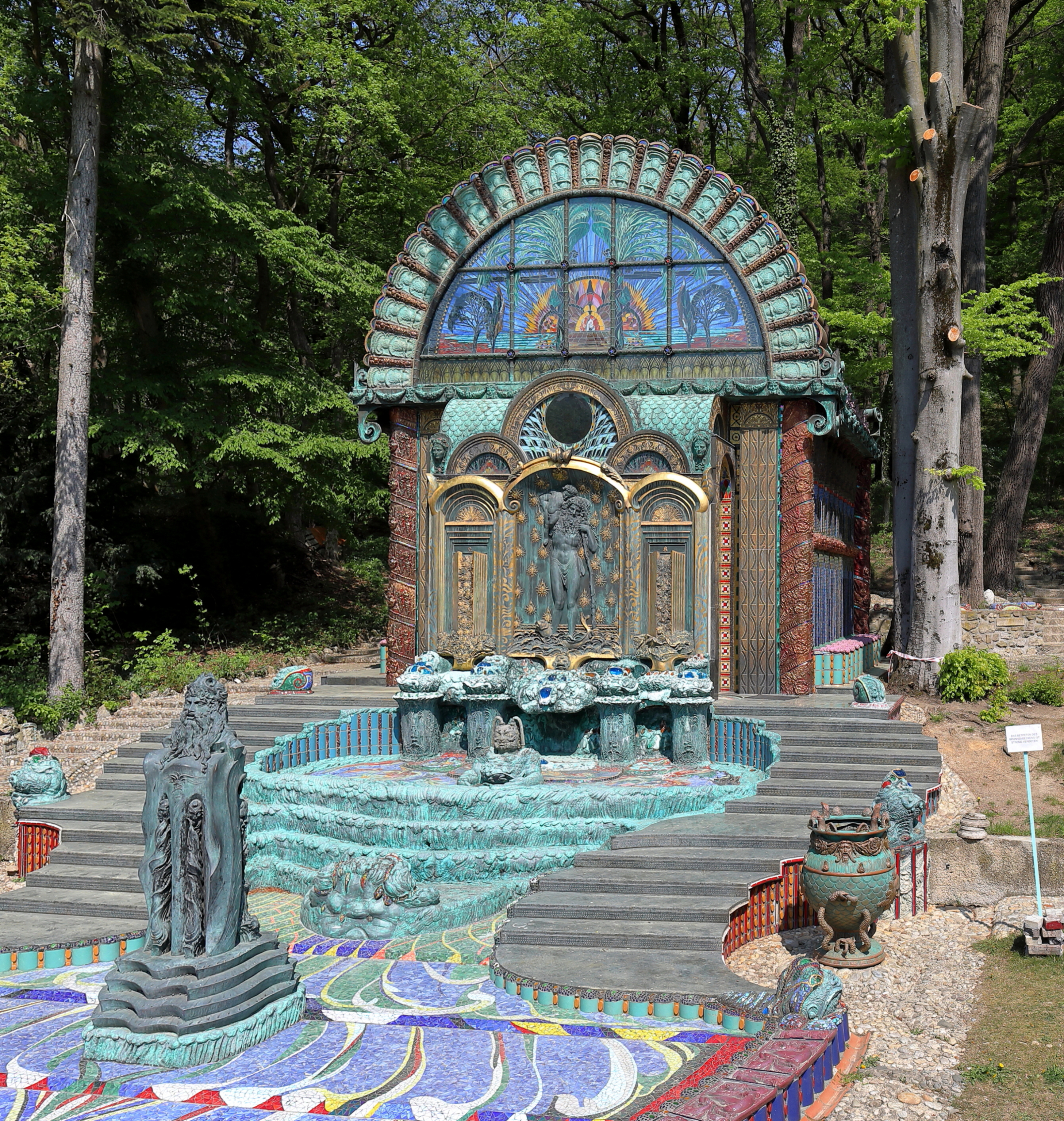
Brunnenhaus Nymphäum Omega mit Moses-Brunnen im Park der Otto-Wagner-Villa (1992–1996)

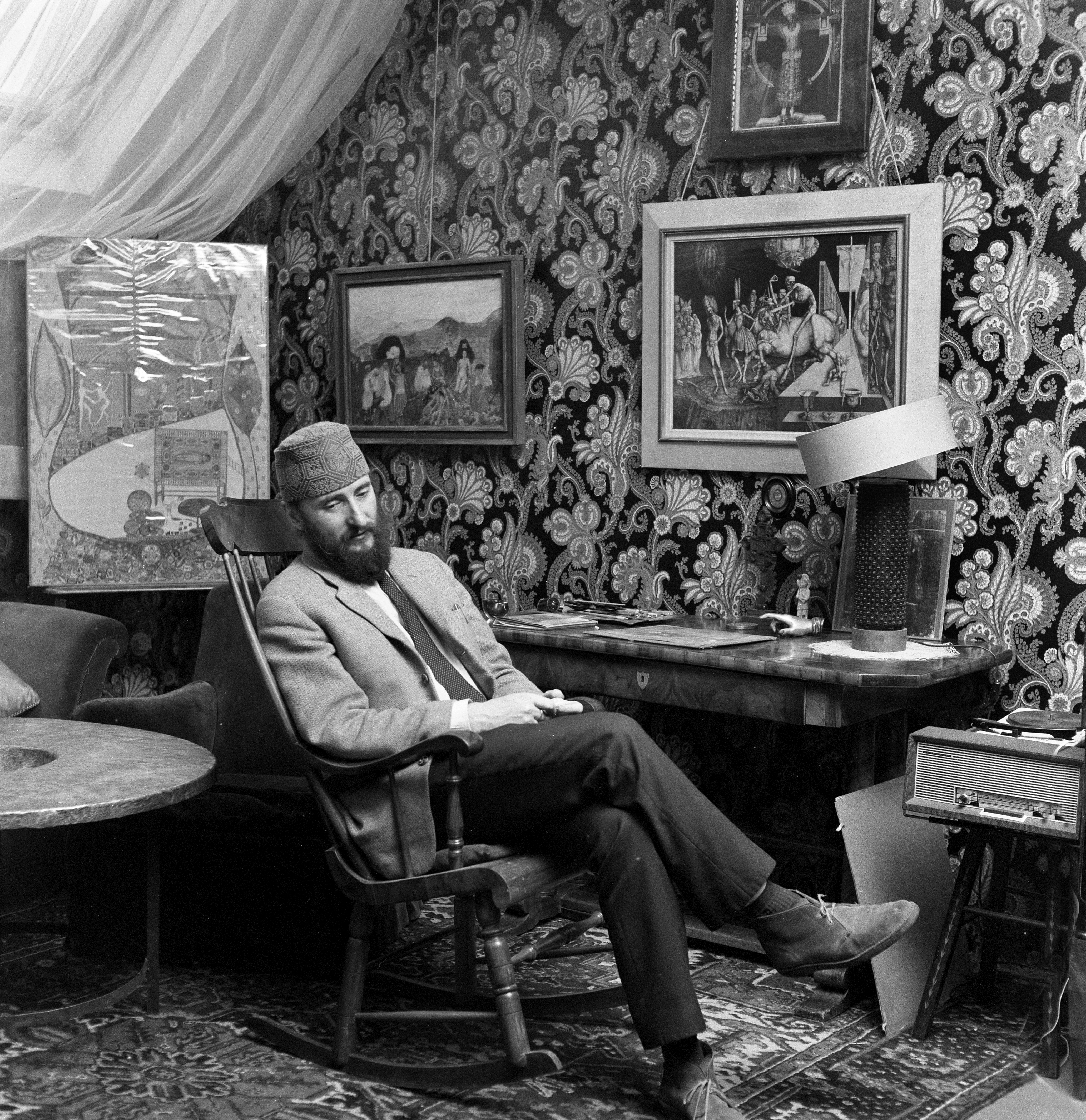
Ernst Fuchs, 1973

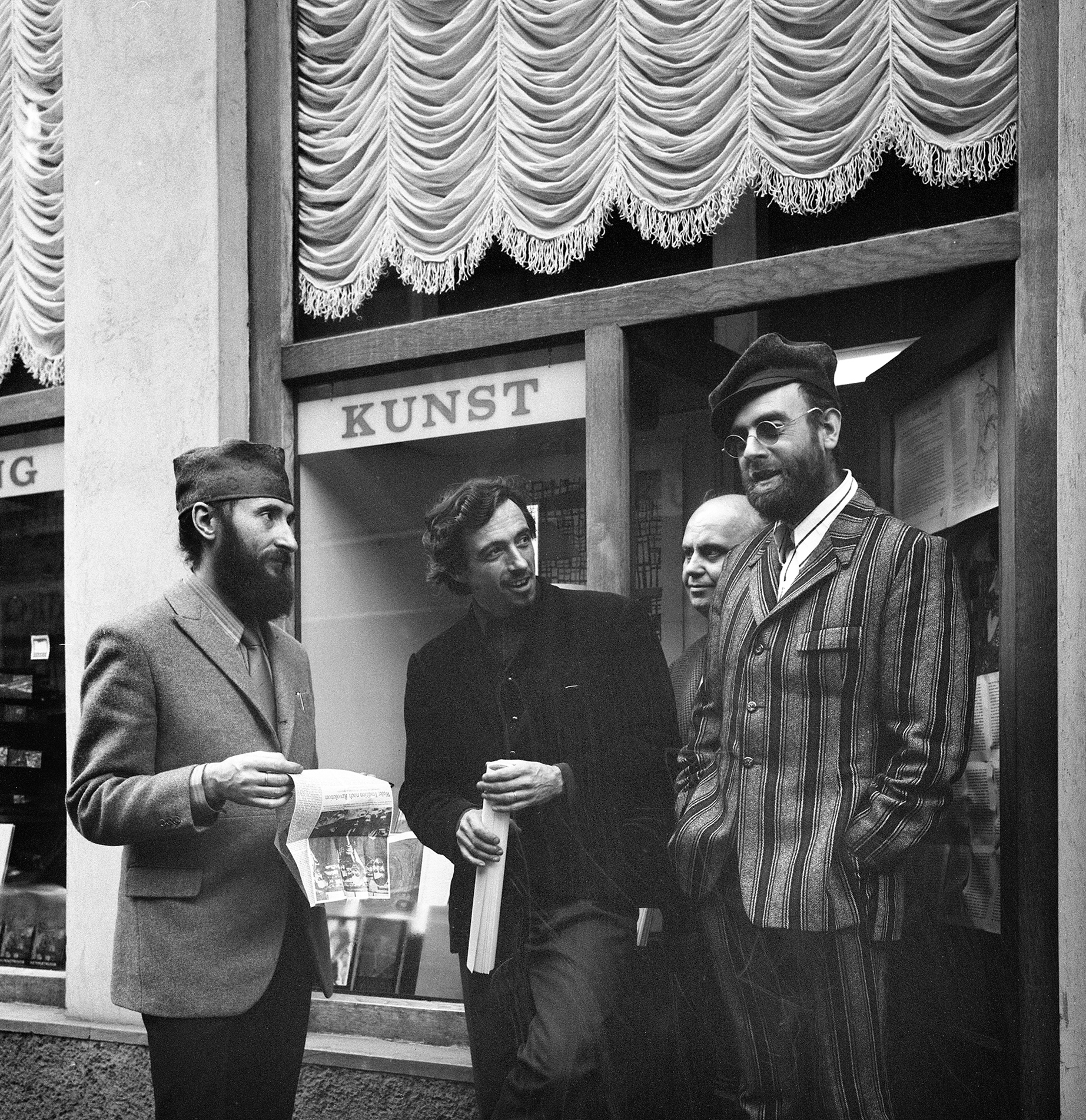
Ernst Fuchs, Arik Brauer, Friedensreich Hundertwasser, 1973

Ernst Fuchs (* 13. Februar 1930 in Wien; † 9. November 2015 ebenda) war ein österreichischer Maler, Grafiker, Bildhauer, Bühnenbildner, Komponist und Autor. Er gilt als ein Mitbegründer der Wiener Schule des Phantastischen Realismus.

## Leben
Ernst Fuchs wurde 1930 als einziges Kind von Maximilian (1888–1958) und Leopoldine Fuchs (geb. Retzeg) (1911–1996) in Wien geboren; väterlicherseits waren seine Vorfahren jüdischer Herkunft. Sein Vater musste nach dem „Anschluss“ Österreichs 1938/39 nach Shanghai emigrieren. Er selbst wurde infolge der antisemitischen Anfeindungen, denen er in der Schule ausgesetzt war, 1942 römisch-katholisch getauft. Der Knabe suchte sich seinen Taufnamen selber aus: Ernst Peter Paul (nach Peter Paul Rubens, dem Lieblingsmaler des damals 12-Jährigen). Bereits im Jahr zuvor war er als Zögling im Heim „Zum heiligen Joseph“, das Halb- und Geltungsjuden aufnahm, untergekommen, wo er achtzehn Monate blieb. Ab etwa 1942 erhielt Fuchs erste Unterweisungen im Zeichnen und Malen durch den Maler und Restaurator Alois Schiemann, den Bruder seiner Taufpatin. Bis zum fünfzehnten Lebensjahr erhielt er Unterricht in Bildhauerei und Malerei bei Emmy Steinböck und Fritz Fröhlich an der Malschule St. Anna in Wien.
Von 1946 bis 1950 studierte er an der Akademie der bildenden Künste in Wien, zuerst unter Robin Andersen, dann unter Albert Paris Gütersloh. Eine erste Einzelausstellung gab es 1949 in Paris, wohin er 1950 übersiedelte. Es folgten bis 1956 Reisen nach Amerika, Italien, Spanien und England. 1957 hielt er sich längere Zeit im Dormitio-Kloster am Berg Zion (Israel) auf und beschäftigte sich mit Ikonenmalerei. 1962 kehrte er nach Wien zurück, wo er eine Professur erhielt. Er zählt zusammen mit Wolfgang Hutter, Arik Brauer, Rudolf Hausner und Anton Lehmden zu den Gründern der Wiener Schule des Phantastischen Realismus. 1972 erwarb er die Otto-Wagner-Villa und begann dort mit der Brunnenanlage Nymphäum Omega mit der Verwirklichung seiner architektonischen Vorstellungen. Das renovierte Gebäude dient heute als „Privatmuseum Ernst Fuchs“ und Veranstaltungsort.
Seine anfänglich surrealistischen, später manieristischen Werke weisen häufig eine religiöse oder mythische Symbolik auf. Nach den Aussagen in seinem Buch „Architectura Caelestis“ fußen viele seiner Motive auf visionärer Erfahrung. In Paris entstanden, beeinflusst durch die flämische Malerei, zahlreiche ikonographische Arbeiten. Drei dieser Werke bildeten später das Altarbild der Rosenkranzkirche in Wien-Hetzendorf.
Aus den 1970er-Jahren stammen Skulpturen und einige Opernausstattungen (Parsifal und Die Zauberflöte in Hamburg, Lohengrin in München). Mozarts Zauberflöte sollte er 1996 nochmals ausstatten. Ebenfalls noch in den 1970er-Jahren entstanden Lyrik und philosophische Essays.
Fuchs sang und spielte mystisch inspirierte Schallplatten ein, u. a. die Alben „Von Jahwe“ (Gesänge über das Tetragramm JHWH) und „Via Dolorosa“, und arbeitete immer wieder auch mit Musikern zusammen, wo er ebenfalls als Sänger seine spirituellen Motive umsetzte. So z. B. das Album „Aphrica“ mit Klaus Schulze (1983), das er später mangels künstlerischer Übereinstimmung zurückzog. Weitere Zusammenarbeit gab es u. a. mit Chris Karrer von Amon Düül II im Jahr 1994 sowie die Veröffentlichung der Doppel-CD „Mystische Gesänge“.
In den 1990er-Jahren war Fuchs verstärkt als künstlerischer Gestalter von Bauwerken tätig (Pfarrkirche Thal, Hotelanlage in St. Veit an der Glan), wobei seine phantastische Architektur besonders durch die Verwendung üppiger Ornamentik und kräftiger Farben auffällt.
Moderne Werke von Fuchs, die auf biblischen, mystischen oder astrologischen Motiven gründen, waren seit den 1980er Jahren auf Ausstellungen in Österreich, Deutschland, Italien, Japan, Russland und weiteren Ländern zu sehen.
Fuchs pflegte Freundschaften mit Salvador Dalí, Arno Breker, Mati Klarwein, Leonor Fini, Eva Nagy und vielen anderen Künstlern. 1975 war Fuchs der jüngste der Künstlerfreundschaft, die Salvador Dalí proklamierte: „Wir sind das Goldene Dreieck der Kunst: Breker-Dalí-Fuchs. Man kann uns wenden, wie man will, wir sind immer oben.“
1980 zeichnete er das Titelbild der unverkäuflichen Erstausgabe der Zeitschrift Natur.
1982 gestaltete Fuchs einen BMW 635 CSi. Das BMW Art Car wurde von ihm „Feuerfuchs auf Hasenjagd“ genannt. Im Jahr 1987 porträtierte Ernst Fuchs Falco. Der Dialog, den die beiden während des Malens führten, wurde aufgezeichnet und anlässlich des 50. Geburtstages von Falco im ORF ausgestrahlt. 2005 porträtierte der Regisseur und Produzent Jürgen Haase Ernst Fuchs in dem Dokumentarfilm Mit den Augen der Seele. Straßensänger und Kaiser wollt' ich werden.
Er war Vater von 16 Kindern aus sieben (laut ORF: acht) Beziehungen. Einer seiner Söhne, Michael Fuchs, und dessen Sohn, Ernst Fuchs’ Enkel Clemens Maria Fuchs, sind ebenfalls Maler.
Ernst Fuchs starb am 9. November 2015 in Wien. Er wurde auf dem Hütteldorfer Friedhof im 14. Wiener Gemeindebezirk Penzing zu Grabe getragen.

## Auszeichnungen, Ehrungen
- 1972: Preis der Stadt Wien für Bildende Kunst
- 2004: Österreichisches Ehrenkreuz für Wissenschaft und Kunst I. Klasse
- 2010: Großes Ehrenzeichen des Landes Kärnten
- 2010: Goldenes Ehrenzeichen für Verdienste um das Land Wien[8]
- Benennung Prof.-Ernst-Fuchs-Platz beim Kunsthotel Fuchspalast in St. Veit an der Glan[9]

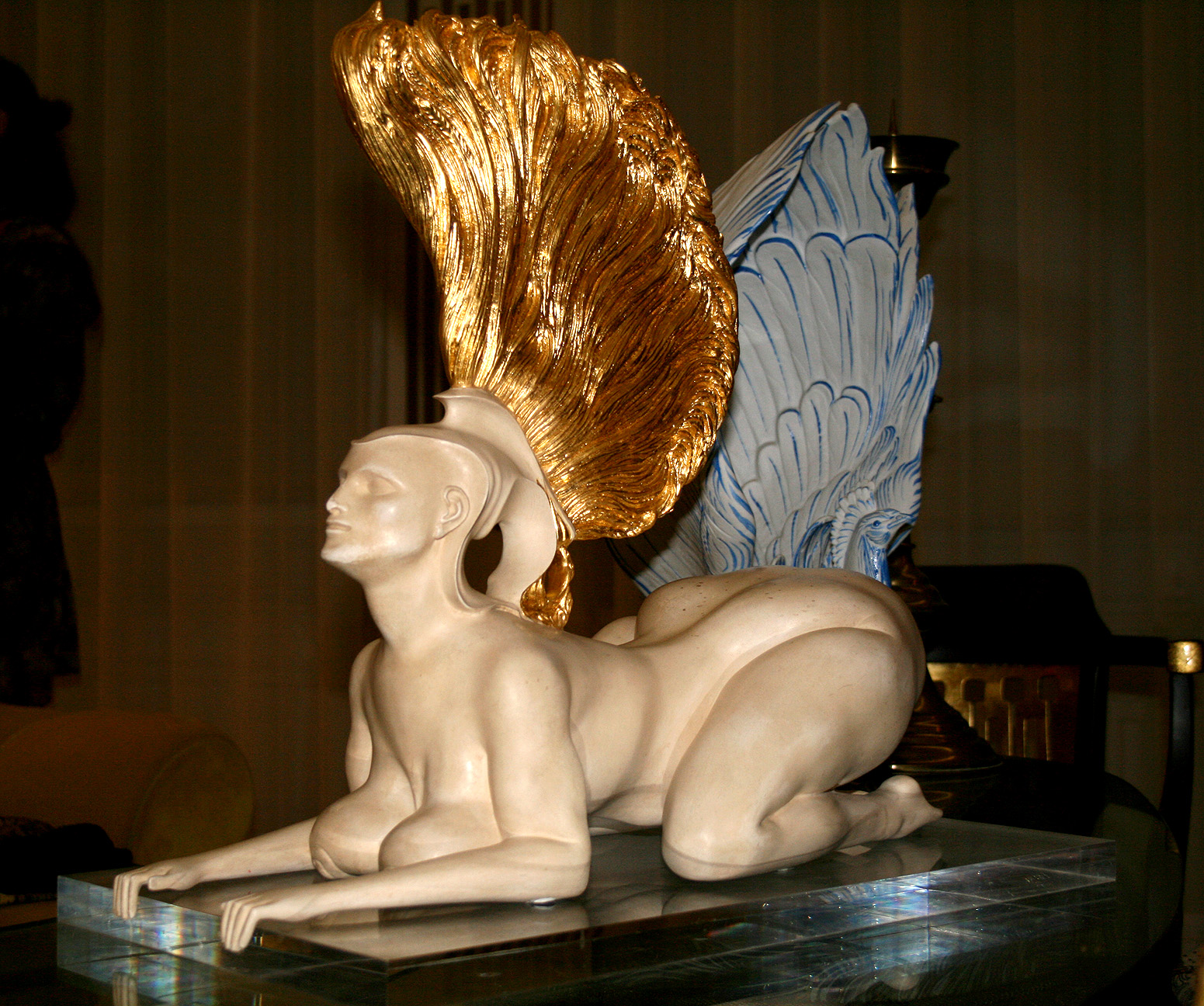
Sphinx (1978)

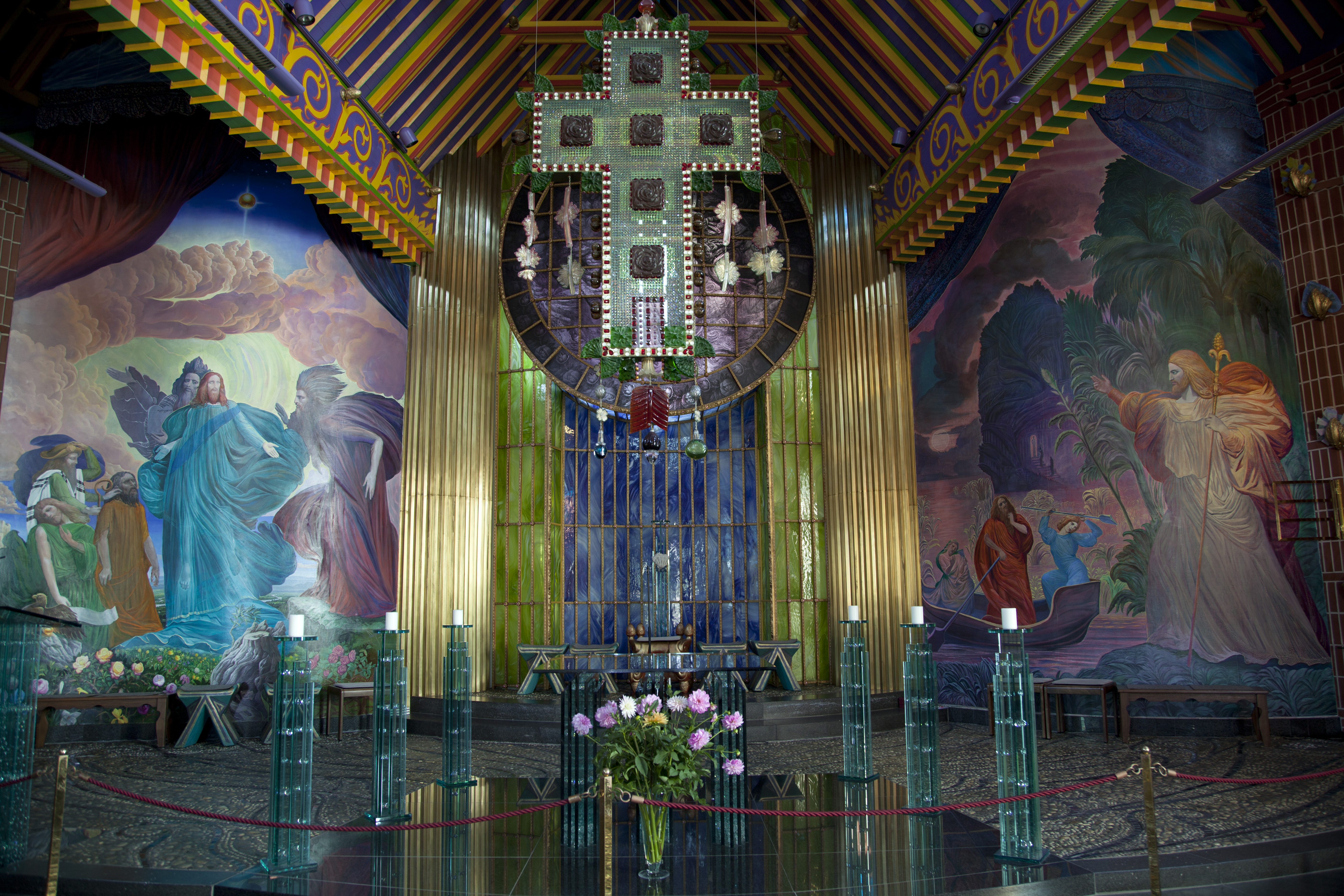
Innenansicht der Kirche St. Jakob in Thal, 1994

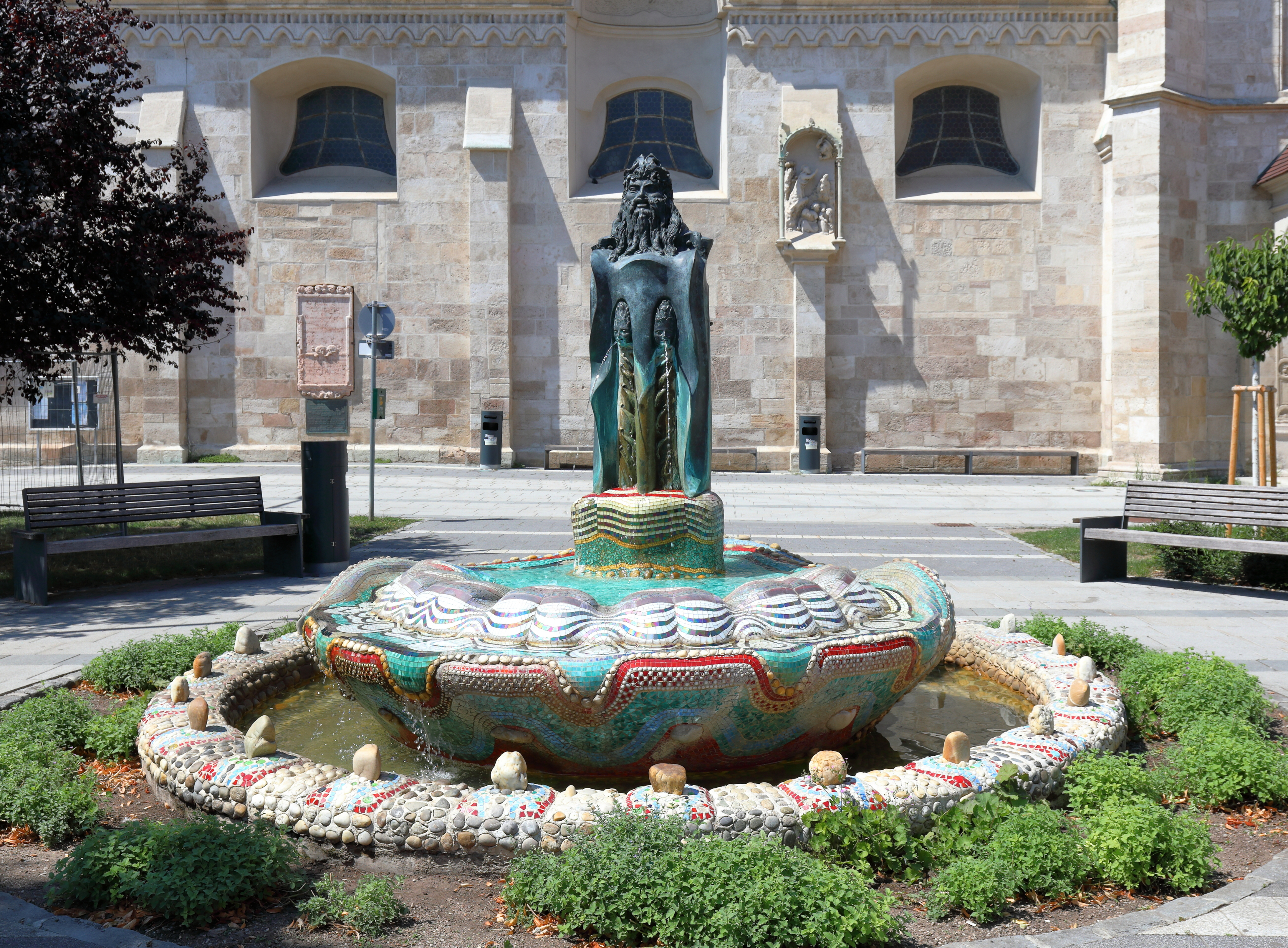
Moses-Brunnen in Wiener Neustadt, 1997

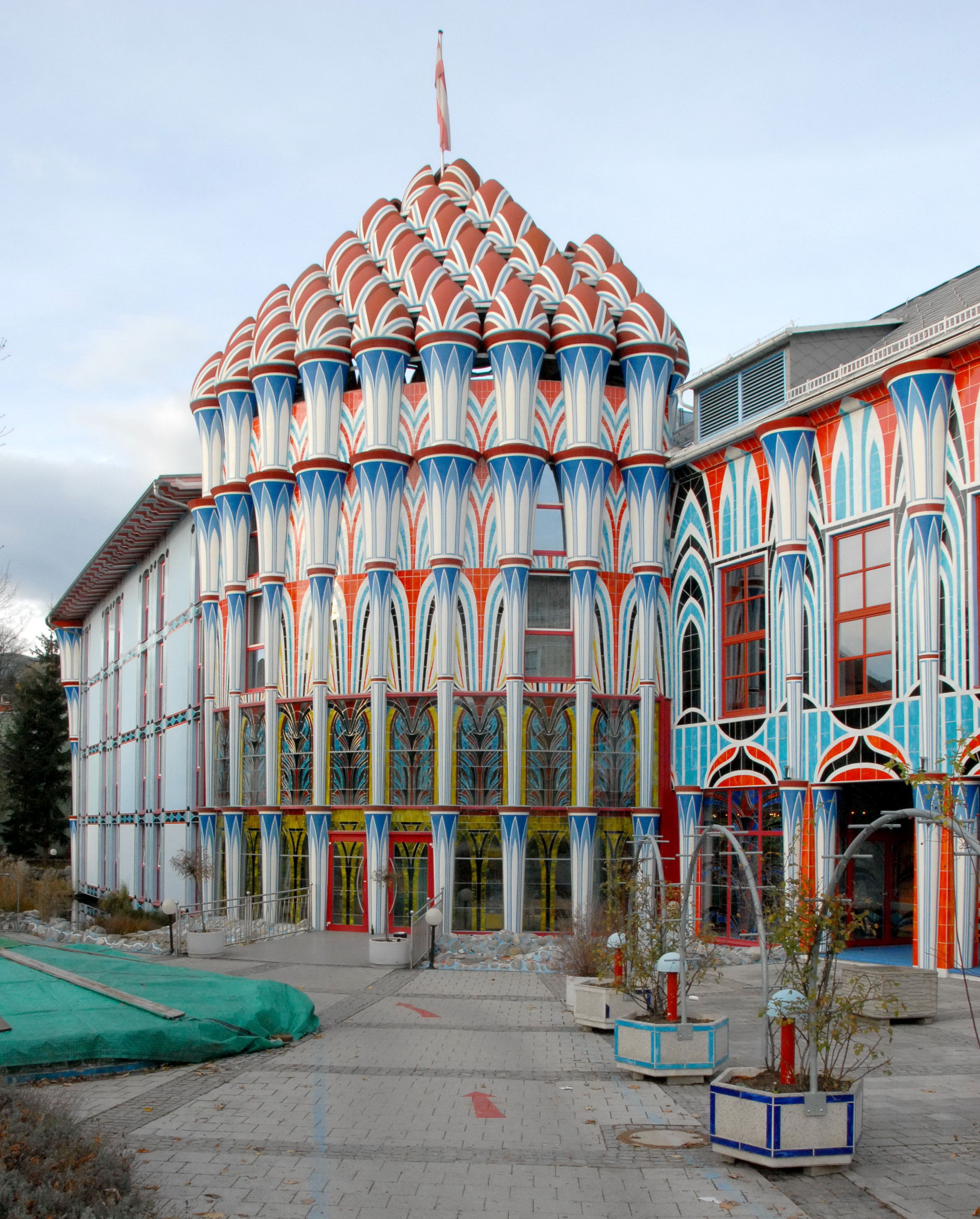
Kunsthotel Fuchspalast (St. Veit/Glan)

## Zitate über Fuchs
„Was an Fuchs besticht, ist seine hohe Intelligenz, seine enorme Belesenheit und seine sprühende Phantasie, die sich wie eine langaufgestaute Quelle ergießt und alles in Begeisterung mitreisst; sie scheint nie zu versiegen. In ihm hat man eine Kultur von dreitausendjähriger Herkunft vor sich, die er mit seinen Werken repräsentiert.“

## Werke

### Bauliches und Briefmarke
- Rosenkranz-Triptychon in der Pfarrkirche Hetzendorf, Wien (1958/1959)
- Sonderbriefmarke im Jahr 1982, als Teil des Satzes Moderne Kunst in Österreich[11]
- Gestaltung einer nach ihm benannten Bar im Hotel Erzherzog Johann, Graz (1982)[12]
- Kapelle in der Pfarrkirche Klagenfurt-St. Egid (ab 1989)
- Pfarrkirche Thal, Steiermark (1994)
- Brunnenanlage Nymphäum Omega im Otto-Wagner-Villa-Park, Wien (1992–1996)
- Moses-Brunnen in Wiener Neustadt, NÖ (1997)
- Entwarf das Kunsthotel Fuchspalast in St. Veit an der Glan, Kärnten (1998)[13]
- Moses-Brunnen in Bärnbach, Steiermark (Mai–Oktober in Betrieb) (1998)[14]
- Grabmal für Moondog, Musiker und Komponist (1916–1999) am Zentralfriedhof in Münster, D

### Bücher und CDs
- Ernst Fuchs: Architectura Caelestis – Bilder des verschollenen Stils, Paperback, 223 S., mit 15, teilweise farbigen Tafeln und zahlreichen Abbildungen im Text, 1966
- Album der Familie Fuchs (Salzburg: Residenz, 1973)
- Im Zeichen der Sphinx: Schriften und Bilder, ed. Walter Schurian (München, Dtv, 1978)
- Aura: Ein Märchen der Sehnsucht (München: Dtv, 1981)
- Der Prophet des Schönen: Arno Breker (Marco, 1982)
- Von Jahwe: Gedichte (München, 1982)
- Ernst Fuchs: Phantastisches Leben. Erinnerungen. 1. Aufl. Berlin 2001. ISBN 3-463-40401-X
- Mystische Gesänge (Doppel-CD)
- Dervish Kiss (CD von und mit Chris Karrer)

### Zyklen
- „Apokalypse“ (ca. 1945)
- „Kataklysmen“ Zyklus (ca. 1945–46)
- „Die Stadt“ (ca. 1946–47)
- „Bikini-Atoll“ (ca. 1947)
- „Die Metamorphose der Kreatur“ (ca. 1949–50)
- „Einhorn“ Zyklus (ca. 1950–52)
- „Cherub“ Zyklus (ca. 1961–65)[15][16]